# Monte Nelson
Il Monte Nelson (in lingua inglese: Mount Nelson) è una montagna antartica, alta 1.930 m, situata 5 km a nordest del Monte Pulitzer, in prossimità del fianco occidentale del Ghiacciaio Scott, nei Monti della Regina Maud, in Antartide.   
Fu mappato dal gruppo geologico guidato da Quin Blackburn, che faceva parte della seconda spedizione antartica (1933-35) dell'esploratore polare statunitense Byrd.
La denominazione fu assegnata dall'Advisory Committee on Antarctic Names (US-ACAN) in onore di Randy L. Nelson, che aveva condotto studi di geodesia satellitare presso la Stazione McMurdo durante la sessione invernale del 1965.